# Taşlıgeçit, Karasu
Taşlıgeçit là một xã thuộc huyện Karasu, tỉnh Sakarya, Thổ Nhĩ Kỳ. Dân số thời điểm năm 2008 là 485 người.